# ديفيد بيفرلي
ديفيد بيفرلي (بالإنجليزية: David Beverly)‏ هو لاعب كرة قدم أمريكية أمريكي، ولد في 19 أغسطس 1950 في سلما في الولايات المتحدة.

## وصلات خارجية
- ديفيد بيفرلي على موقع مرجع كرة القدم المحترفة.كوم (الإنجليزية)